# 腹裏
腹裏（ふくり）は、元の行政区画。中書省が直轄する現在の河北省・山西省・山東省の地域を総称した。腹裏は29路、8直隷州、3属府、91属州、346県を管轄した。上都や大都の所在地である腹裏地区は元朝の政治の中心地として他の行省より重視されていたと考えられる。
「腹裏」は「内地」を示す言葉であり宋代よりその用法が見られる。元代においては河北・山西・山東というモンゴル草原に比較的近い地域を示す用語として用いられ、元朝が最初に征服した中原地区であり、その後全国統一を行うための基地としての性格を有していた。
それまで京師直轄地域は「三輔」や「京畿」・「直隷」と称されていたが、元朝の使用した「腹裏」は他王朝が使用した京師直轄地域とは比較にならない規模を有していた。腹裏は大量のモンゴル人、色目人が居住していた地域である。また金朝の中原統治の中枢地区であったため金代の行政制度の影響を強く受けていた。
腹裏は中書省直轄とされ行省のような行政機構は設置されなかったため、他の行省が設置された地域に比べ行政機構が1段階省略された構造となっている。行政機構は中書省の下部に山東東西道及び河北東西道宣慰司が設置されていた。

## 行政区画

### 路
- 大都路
- 上都路
- 興和路
- 保定路
- 河間路
- 永平路
- 徳寧路
- 浄州路
- 集寧路
- 応昌路
- 全寧路
- 寧昌路
- 泰寧路
- 真定路
- 順徳路
- 広平路
- 彰徳路
- 大名路
- 懐慶路
- 衛輝路
- 東平路
- 東昌路
- 済寧路
- 益都路
- 済南路
- 般陽路
- 大同路
- 冀寧路
- 晋寧路

### 府
- 砂井総管府

### 州
- 曹州
- 濮州
- 高唐州
- 泰安州
- 徳州
- 恩州
- 冠州
- 寧海州